# North Park (Chicago)
North Park é uma das 77 áreas comunitárias da cidade de Chicago, nos Estados Unidos. A área recebe o nome da Universidade North Park, uma instituição privada de ensino superior, fundada por imigrantes suecos protestantes, que em 1894 mudou-se para a região e construiu o Old Main, o primeiro edifício do campus a ser construído. Também se localiza na área o Seminário Teológico North Park, que compartilha seu campus com a Universidade, entre outras instituições de ensino.

Localização de North Park na cidade de Chicago